# Туринський еротичний папірус
Туринський еротичний папірус (Папірус 55001, який також називають еротичним папірусом, туринським папірусом) — давньоєгипетський малюнок на папірусі, створений в період Рамесидів, приблизно в 1150 р. до н. е. Виявлений у Дейр-ель-Медіні на початку XIX століття, вважається «першим у світі чоловічим журналом». Розміри: 2,6 м х 25 см. Папірус складається з двох частин — одна з яких містить дванадцять еротичних сцен із різними сексуальними позиціями. Експонується у Єгипетському музеї в Турині, Італія.

## Частина з тваринами
На першій третині папірусу зображені тварини, які поводять себе як люди. Ця частина рисунка характеризується як сатирична і жартівлива.

## Еротична частина
Останні дві третини еротичного папірусу в Турині складаються з серії з дванадцяти віньєток, на яких зображені чоловіки та жінки в різних сексуальних позиціях. Чоловіки на ілюстраціях «неохайні, лисі, короткі та пухкі» з перебільшено великими геніталіями і не відповідають єгипетським стандартам фізичної привабливості, а жінки — пишні, з предметами з традиційної еротичної іконографії, такими як листя берізки, в деяких сценах — предмети, традиційно пов'язані з Хатор, богинею кохання, такі як квіти лотоса, мавпи та систри. Папірус, скоріше за все, був намальований у період Рамсеса (1292—1075 рр. до н. е.). Висока якість свідчить про те, що він був створений для заможної аудиторії. Жодного іншого подібного папірусу до сьогодні не виявлено. Зображення статевого акту не входило до загальної тематики давньоєгипетського образотворчого мистецтва, проте деякі мотиви гетеросексуального акту були виявлені на фрагментах гончарства та графіті.
Різні чоловічі образи також трактуються як єдиний герой, який зустрічається з куртизанкою.

## Унікальність
Сильно пошкоджений еротичний папірус — єдиний відомий еротичний папірус, який зберігся до наших днів.
Після того, як Жан-Франсуа Шампольйон побачив папірус у 1824 році в Турині, він описав його як «образ жахливої непристойності, який справив на мене справді дивне враження про єгипетську мудрість і самовладання».

## Призначення
Справжнє призначення зображень поки невідоме. Текст, здається, був поспішно написаний на полях і, здається, виражає задоволення та захоплення:
«… йди за мною зі своїм коханням. О, Сонце, ти дізналось моє серце, це приємна робота …»
За словами французького єгиптолога Паскаля Вернуса, папірус не призначений для того, або викликати сексуальне збудження. Дійсно, очевидне продовження після частини тварин свідчить про те, що папірус мав на меті розважити членів аристократії, зобразивши неприйнятні порушення аристократичних стандартів поведінки.